# Омут (фильм)
«Омут» — российский фильм ужасов, снятый режиссёром Денисом Крючковым в 2022 году. Премьера фильма в России состоялась 1 декабря 2022 года.

## Сюжет
Фильм повествует историю Любы, замужней девушки, уставшей терпеть постоянные оскорбления мужа. Вместе с подругами Люба отправляется в лес к некой секте демонистов, которая якобы «помогает разобраться в себе». Люба и её подруги начинают всё больше и больше погружаться в сверхъестественный мир, постепенно теряя связь с реальностью. Люба вынуждена противостоять своим собственным страхам и бороться с последствиями своих действий.

## В ролях
- Алёна Митрошина — Люба
- Вольфганг Черни — Данила
- Вячеслав Чепуренко — Сергей, муж Любы
- Виктория Скицкая — Света
- Екатерина Соломатина — Зоя
- Александр Шейн — здоровяк

## Награды и номинации
Фильм получил Гран-при и награду за лучшую мужскую роль в полнометражном фильме (Вольфганг Черни) на Венском независимом кинофестивале в сентябре 2023 года.

## Критика
Фильм получил в основном смешанные отзывы. На сайте Критиканство средняя оценка фильма составляет 49 баллов на основе 6 рецензий.
Кинокритик Валерий Кичин из «Российской газеты» в своей рецензии раскритиковал сюжет фильма, назвав его неправдоподобным и скучным, однако при этом он похвалил работу оператора и композитора.